# Cycle de Siemens

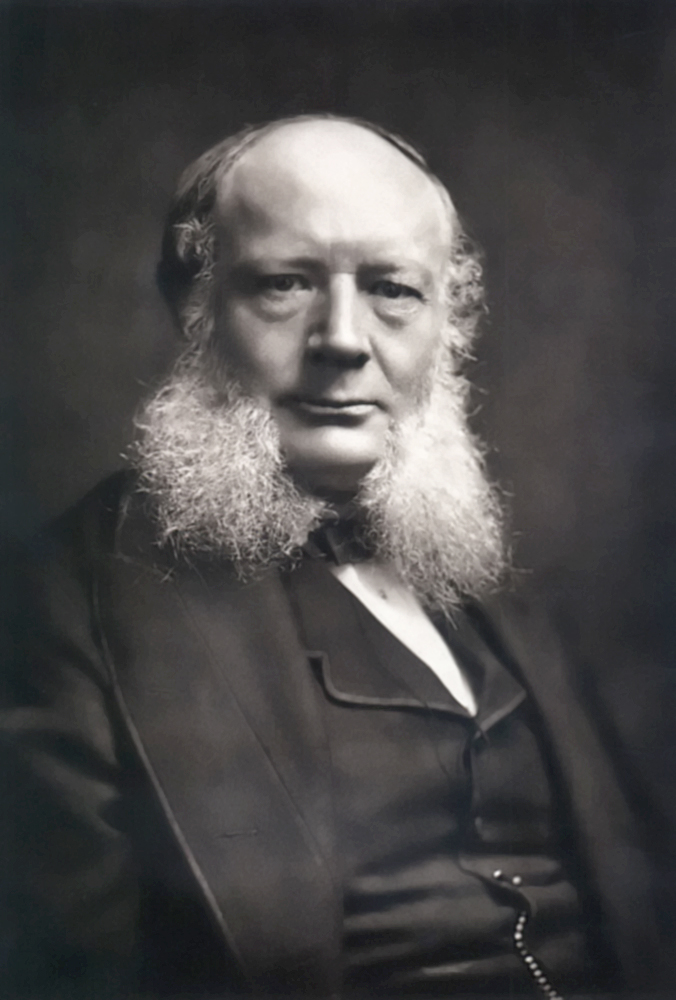
Carl Wilhelm Siemens, inventeur du cycle qui porte son nom.

Le cycle de Siemens est une série de transformations thermodynamiques utilisée pour refroidir ou liquéfier des gaz. 

## Description
Le processus se déroule en trois temps : 
1. Un gaz est comprimé, ce qui conduit à une augmentation de sa température[2] ;
2. Ce gaz comprimé passe ensuite dans un échangeur de chaleur afin d'y être refroidi ;
3. Ce gaz frais est décompressé, ce qui le refroidit[2].

On obtient alors un gaz (ou un gaz liquéfié) plus froid que le gaz de départ et à la même pression.

## Histoire
Carl Wilhelm Siemens dépose un brevet sur cette technique en 1857.